# Padaan (Pabelan)
Padaan is een bestuurslaag in het regentschap Semarang van de provincie Midden-Java, Indonesië. Padaan telt 2113 inwoners (volkstelling 2010).